# Vladimir Anić
Vladimir Anić (ur. 21 listopada 1930 w Užice, zm. 30 listopada 2000 w Zagrzebiu) – chorwacki językoznawca i leksykograf. Autor publikacji Rječnik hrvatskoga jezika (1991), pierwszego współczesnego jednotomowego słownika języka chorwackiego.
Anić urodził się w serbskim mieście Užice. W 1956 r. uzyskał dyplom z zakresu jugoslawistyki i rusycystyki na Wydziale Filozoficznym Uniwersytetu Zagrzebskiego. W 1963 r. obronił rozprawę doktorską Jezik Ante Kovačića. W latach 1960–1974 wykładał na Wydziale Filozoficznym w Zadarze. W 1974 r. przeniósł się na Uniwersytet Zagrzebski, gdzie w 1976 r. został mianowany profesorem zwyczajnym i kierownikiem Katedry Chorwackiego Języka Literackiego
Anić ogłosił ponad 200 prac, studiów, recenzji i esejów z zakresu składni, fonologii, akcentologii, morfologii, leksykografii, leksykologii, terminologii oraz stylistyki. Nauczał na uczelniach w Niemczech, Szwecji i Słowenii.

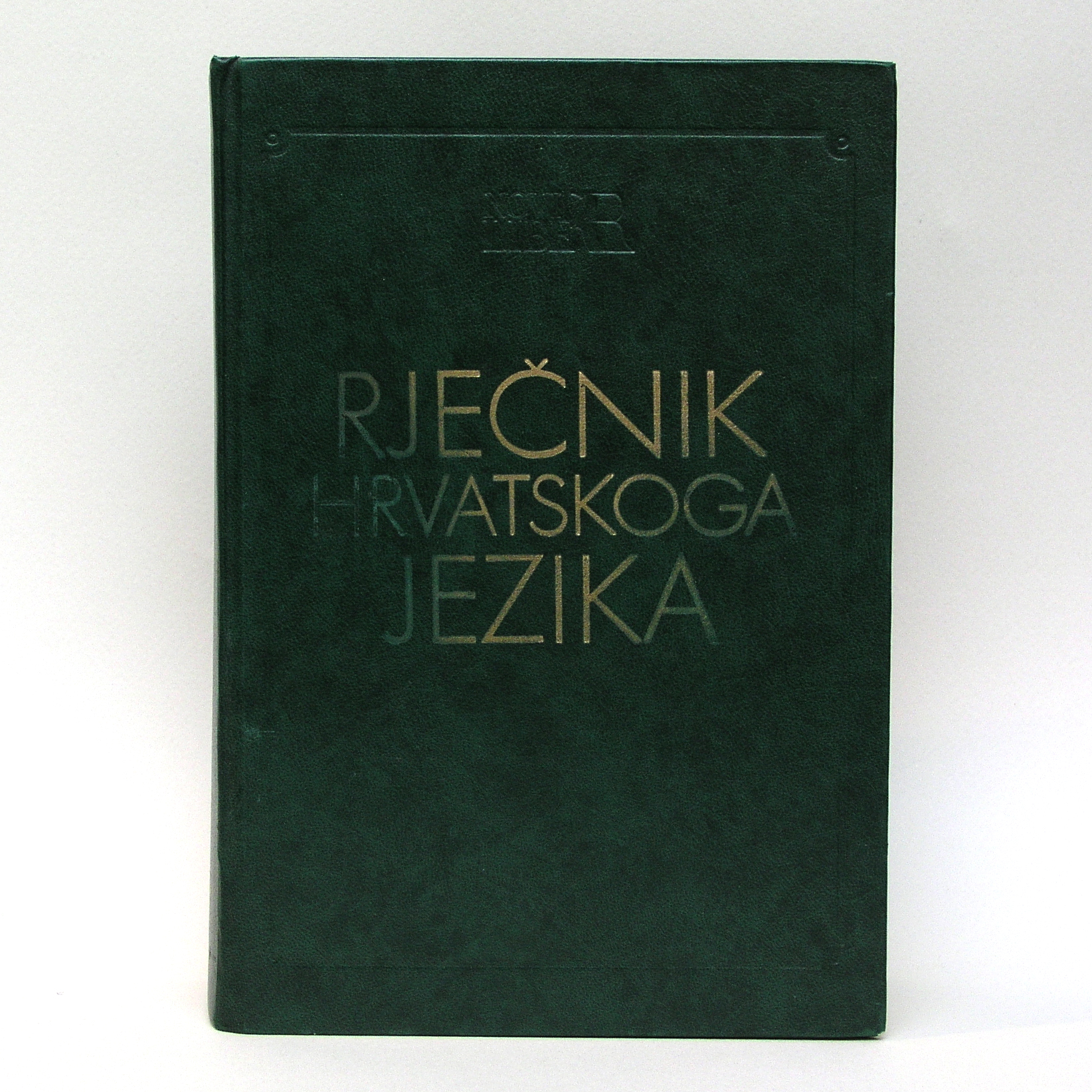
Rječnik hrvatskoga jezika

Najbardziej znaną publikacją Anicia jest jego słownik języka chorwackiego. Prace nad nim zapoczątkowano w 1972 r.; do publikacji doszło zaś w grudniu 1991, 90 lat po opublikowaniu porównywalnego słownika przez Ivana Broza i Franja Ivekovicia. Wydania rozszerzone pojawiły się w latach 1994 i 1998. Wydanie czwarte, uzupełnione o wersję CD-ROM, wydano pośmiertnie w 2003 r.
Do jego fundamentalnych prac należą również: Pravopisni priručnik hrvatskoga jezika (pierwsze wydanie jako Pravopisni priručnik hrvatskoga ili srpskoga jezika w 1986), podręcznik ortograficzny we współautorstwie z Josipem Siliciem, oraz Rječnik stranih riječi (1999), słownik zapożyczeń w języku chorwackim (współautorstwo: Ivo Goldstein).
Jako językoznawca Anić sprzeciwiał się preskryptywizmowi; swój słownik postrzegał „nie jako książkę najlepszych słów, lecz jako książkę wszystkich słów”. Podkreślał przy tym znaczenie kreatywności i swobody językowej jako przeciwwagi wobec puryzmu.
Zmarł w Zagrzebiu.